# Andrej Pečnik
Andrej Pečnik, slovenski nogometaš, * 27. september 1981, Dravograd. 
Pečnik je med letoma 2004 in 2006 šestkrat zaigral za slovensko reprezentanco. Tudi njegov brat Nejc Pečnik je nogometaš. Doslej je igral za  osem klubov v šestih državah.